# Kim Appleby
Kim Loraine Appleby (Stoke Newington, 28 agosto 1961) è una cantautrice britannica.

## Biografia
Dopo la morte della sorella Mel e la conseguente conclusione del duo Mel and Kim, Kim Appleby ha pubblicato il suo primo album solista eponimo nel novembre 1990. Il disco è stato certificato disco d'oro nel Regno Unito ed è comparso in numerose classifiche nazionali, raggiungendo la 23ª posizione della classifica britannica, la 45ª in quella tedesca, la 24ª in quella svedese e la 36ª nella svizzera. È stato promosso da numerosi singoli, in particolare Don't Worry si è spinto fino al 2º posto nella Official Singles Chart ed è risultato il 20° singolo più venduto dell'anno nel paese. Ha inoltre ricevuto una candidatura agli Ivor Novello Awards 1991.
Successivamente si è dedicata alla scrittura di brani per altri artisti, lavorando per la British Academy of Songwriters, Composers and Authors.

## Discografia

### Album in studio
- 1990 – Kim Appleby
- 1993 – Breakaway

### Singoli
- 1990 – Don't Worry
- 1991 – G.L.A.D
- 1991 – Mama
- 1991 – If You Cared
- 1993 – Light of the World
- 1993 – Breakaway
- 1994 – Free Spirit
- 2007 – High
- 2016 – What's Not to Love